# Cabezas Rubias
Cabezas Rubias es un municipio español de la provincia de Huelva, Andalucía.El municipio cuenta con una población de 710 habitantes (INE 2024) y una superficie de 109 km² (kilómetros cuadrados), tiene una densidad de 8 hab./km² (habitantes por kilómetro cuadrado).

## Geografía
Cabezas Rubias se encuentra situado en plena comarca del Andévalo occidental, a una altitud de 240 m s. n. m. (225 m s. n. m. de altitud media). Su término municipal ocupa 10 865 hectáreas y está situado a 65 km (kilómetros) de la capital onubense. Limita al oeste con Santa Bárbara de Casa y Paymogo, al sur con Puebla de Guzmán y Tharsis, al este con El Cerro de Andévalo y Calañas, y al norte con San Telmo, Aroche y Cortegana.

## Historia
Desde la Reconquista cristiana y durante la Edad Moderna, Cabezas Rubias perteneció, como toda la comarca circundante, al condado de Niebla. En el censo de 1528, Cabezas Rubias tenía 54 "vecinos pecheros", es decir, familias obligadas al pago de impuestos. En comparación, Niebla tenía 402 y Sevilla 9003. De esas 54 familias, seis tenían a su cabeza una viuda y tres a un menor. A finales de siglo, en 1591, la población había crecido hasta las 99 familias, y vivían además en el pueblo dos clérigos.

## Demografía
Cabezas Rubias cuenta con una población de 710 habitantes (INE 2024).
| Gráfica de evolución demográfica de Cabezas Rubias entre 1842 y 2021                                                |
| |
| Población de derecho según los censos de población del INE Población de hecho según los censos de población del INE |

## Monumentos
- Parroquia de Nuestra Señora de la Consolación
- Calzada romana.
- Entorno natural "La sierra".
- Ermita de San Sebastián.
- Molino de la divisa

## Fiestas
- Feria de Verano (15 de agosto).
- Romería en honor de San Sebastián (segunda semana de mayo).
- Carnaval (febrero).
- Día de San Sebastián (20 de enero).
- Semana Santa (especialmente Viernes Santo)
- Procesión del Corpus